# Warapu jezik
Warapu jezik  (ISO 639-3: wra), jezik skupine krisa, porodice sko, kojim govori oko 300 ljudi (2000 S. Wurm) u provinciji Sandaun, u okolici gradova Sumo i Ramu, Papua Nova Gvineja.
Etnička populacija znatno je veća (1 602; 1983 popis). Srodni su mu isaka [ksi], rawo [rwa], puari [pux]. Pismo: latinica.

## Vanjske poveznice
- Ethnologue (14th)
- Ethnologue (15th)